# Niklas Postel
Niklas Postel (* 19. März 1998 in Schongau) ist ein deutscher Eishockeyspieler, der seit Juni 2022 erneut bei den Dresdner Eislöwen aus der DEL2 unter Vertrag steht und dort auf der Position des Stürmers spielt. Zuvor war Postel unter anderem für den EHC Red Bull München, die Krefeld Pinguine und Düsseldorfer EG in der Deutschen Eishockey Liga (DEL) aktiv.

## Karriere

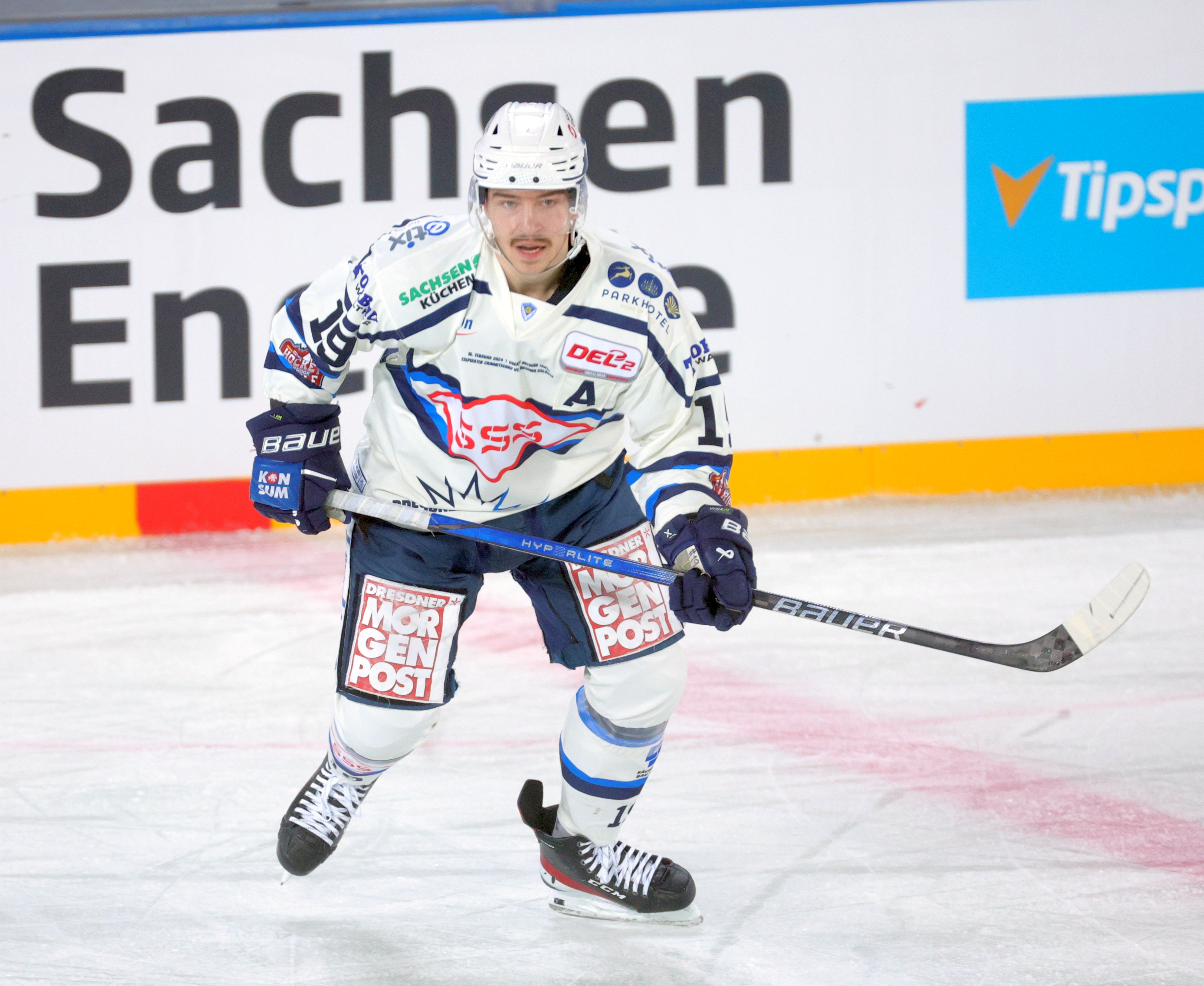
Postel im Trikot der Dresdner Eislöwen (2024)

Niklas Postel begann seine Karriere als Eishockeyspieler im Nachwuchsbereich des EC Peiting. Zur Saison 2013/14 ging er an die von der Red Bull GmbH unterstützten Hockey Academy des EC Red Bull Salzburg in Österreich und spielte dort bis 2016 für das dortige Nachwuchsteam sowie die U20-Mannschaft des EC. Im Jahr 2015 gewann er dabei die Meisterschaft der Erste Bank Juniors League (EBJL). Im Anschluss wurde der Stürmer in den Kader der RB Hockey Juniors aus der Alps Hockey League aufgenommen, für die er in zwei Jahren insgesamt 59 Partien absolvierte und dabei sieben Tore sowie 16 Vorlagen erzielte. Während der Saison 2016/17 wurde er kurzzeitig zum EHC Red Bull München aus der Deutschen Eishockey Liga (DEL) ausgeliehen, für den er acht Ligaeinsätze sowie drei Spiele in der Champions Hockey League absolvierte.
Zur Saison 2018/19 wurde Postel von den Krefeld Pinguinen aus der DEL verpflichtet, die ihn für die Spielzeit an die Dresdner Eislöwen aus der DEL2 ausliehen. Für die Eislöwen kam er in 66 Partien zum Einsatz und erzielte dabei ein Tor und elf Vorlagen. Anschließend spielte er zwei Jahre bei den Krefeld Pinguinen in der deutschen Eliteklasse. Im Sommer 2021 verließ der Angreifer Krefeld und wurde vom Ligakonkurrenten Düsseldorfer EG unter Vertrag genommen. Für die DEG erzielte er vier Tore und fünf Vorlagen in 45 Spielen und erreichte damit seinen DEL-Karrierebestwert. Zur Saison 2022/23 kehrte Niklas Postel zu den Dresdner Eislöwen in die DEL2 zurück. Im Frühjahr 2025 gelang ihm mit dem Team der Gewinn der Meisterschaft der DEL2, der gleichbedeutend mit dem Aufstieg in die DEL war.

### International
Mit der deutschen U18-Nationalmannschaft nahm Niklas Postel an der U18-Junioren Weltmeisterschaft der Division IA 2016 sowie mit der deutschen U20-Auswahl an der U20-Junioren-Weltmeisterschaft der Division IA 2018 teil. Während er die U18-Weltmeisterschaft 2016 mit acht Scorerpunkten, darunter zwei Tore, als Topscorer des Turniers auf dem zweiten Gesamtrang abschloss, reichte es beim Turnier der U20-Junioren lediglich zum dritten Platz. Dort kam er in fünf Turnierspielen zu zwei Torvorbereitungen.

## Erfolge und Auszeichnungen
- 2015 EBJL-Meister mit der RB Hockey Academy
- 2016 Topscorer der U18-Junioren-Weltmeisterschaft der Division 1A
- 2025 DEL2-Meister und Aufstieg in die DEL mit den Dresdner Eislöwen

## Karrierestatistik
Stand: Ende der Saison 2024/25

### International
Vertrat Deutschland bei:
- U18-Junioren-Weltmeisterschaft der Division IA 2016
- U20-Junioren-Weltmeisterschaft der Division IA 2018

(Legende zur Spielerstatistik: Sp oder GP = absolvierte Spiele; T oder G = erzielte Tore; V oder A = erzielte Assists; Pkt oder Pts = erzielte Scorerpunkte; SM oder PIM = erhaltene Strafminuten; +/− = Plus/Minus-Bilanz; PP = erzielte Überzahltore; SH = erzielte Unterzahltore; GW = erzielte Siegtore; 1 Play-downs/Relegation; Kursiv: Statistik nicht vollständig)